# The Brig
"The Brig" er 19. afsnit af tredje sæson af den amerikanske tv-serie Lost. Det blev skrevet af Damon Lindelof og Carlton Cuse, og instrueret af Eric Laneuville. Afsnittet blev sendt første gang 2. maj 2007 på American Broadcasting Company.